# 볼티모어 오리올스 (마이너 리그)
볼티모어 오리올스(Baltimore Orioles)는 미국 메릴랜드주 볼티모어를 연고지로 했던 마이너 리그 베이스볼 팀으로, 1903년부터 1914년까지, 1916년부터 1953년까지 존재했다. 1903년부터 1911년까지 이스턴 리그(인터내셔널 리그의 이전 명칭)에 속했고, 1912년부터 1914년까지, 1916년부터 1953년까지 인터내셔널 리그에 속했다.

## 역대 주요 선수
- 휴이 제닝스
- 윌버트 로빈슨
- 잭 던
- 홈런 베이커
- 밥 쇼키
- 프리츠 마이셀
- 잭 벤틀리
- 베이브 루스
- 맥스 비숍
- 레프티 그로브
- 치프 벤더
- 셤 롤라